# Sociedade Brasileira de Astrobiologia
A Associação Brasileira de Astrobiologia, ou Sociedade Brasileira de Astrobiologia (SBAstrobio), é uma associação civil de direito privado, sem fins econômicos ou lucrativos, com caráter organizacional e educacional, destinada a atender todos os envolvidos com Astrobiologia e áreas afins.
De acordo com o estatuto, alguns dos objetivos da SBAstrobio são:
- Congregar as pessoas no Brasil trabalhando em Astrobiologia e áreas afins;
- Estimular as pesquisas e o ensino da Astrobiologia no País;
- Promover reuniões científicas, congressos especializados, cursos e conferências;
- Representar a Astrobiologia brasileira perante órgãos estrangeiros semelhantes;

## Histórico
Em 2013, a Rede Brasileira de Astrobiologia foi fundada, reunindo pesquisadores, estudantes e interessados de todo o país, e serviu como embrião para a Sociedade Brasileira de Astrobiologia (SBAstrobio). A partir dela, a consolidação da Astrobiologia no Brasil avançou significativamente, culminando na fundação da SBAstrobio em 2017. Desde então, esforços multinstitucionais têm se somado.

## Reuniões Anuais
Desde sua fundação, a SBAstrobio promove Reuniões Anuais, conforme estipulado em seu estatuto. As reuniões envolvem palestras com profissionais da área, apresentações de trabalhos dos membros da Sociedade e sempre são finalizadas com a Assembleia Geral da Sociedade Brasileira de Astrobiologia.
A primeira reunião ocorreu em 2018, na Universidade Cruzeiro do Sul, na cidade de São Paulo. Em 2019, foi realizada na Universidade de São Paulo. Entre 2020 e 2021, devido à pandemia, as reuniões foram realizadas virtualmente, mantendo sua natureza integrativa e qualidade. Em 2022, o encontro foi retomado presencialmente, ocorrendo no Observatório Nacional, no Rio de Janeiro. Em 2023, o encontro foi realizado no Instituto de Astronomia, Geofísica e Ciências Atmosféricas da USP (IAG-USP). 

## Prêmios
Atualmente, a Sociedade Brasileira de Astrobiologia concede o Prêmio Tese Destaque em Astrobiologia, que tem como objetivo reconhecer teses de doutorado que tenham se destacado na pesquisa ou ensino de Astrobiologia ou áreas correlatas.

## Lista de Presidentes
2017 - 2019: Eduardo Janot Pacheco (presidente) e Dimas Augusto Zaia (vice-presidente) 
2019 - 2021: Eduardo Janot Pacheco (presidente) Dimas Augusto Zaia (vice-presidente)
2021 - atual: Gustavo Porto de Mello (presidente) e Douglas Galante (vice-presidente)